# 伊藤清永
伊藤 清永（いとう きよなが、1911年2月24日 - 2001年6月5日）は、昭和から平成にかけての日本の洋画家である。白日会、日展を中心に活躍した。日本芸術院賞恩賜賞受賞者（1976年）、文化勲章受章者（1996年）。
作風は一貫して女性美を追求した。また豊岡市立美術館「伊藤清永記念館」による伊藤の人物解説によれば「繊細な色線を無数に重ねて描き出される豊麗優美な裸婦像で知られる」「70年近い画業の中で、一貫して女性美の表現技法を追求し、温かみのある独自の画風を築いて見る人を魅了している」と説明されている。

## 略歴

### 少年期
1911年（明治44年）2月24日、兵庫県出石郡下谷（現豊岡市出石町下谷）に生まれる。生家は禅寺の吉祥寺であり、寺の三男として育った。
出石町立弘道尋常高等小学校、名古屋市在曹洞宗第三中学を経て1925年（大正14年）14歳で油絵を開始する。中学卒業後の1928年（昭和3年）17歳時、中学時代の恩師であった図画教師により岡田三郎助を紹介され門下生となり本郷洋画研究所にて画業を学ぶ。翌1929年（昭和4年）、東京美術学校（現東京芸術大学）西洋画科に入学した。

### 公募展出品開始
同校在学中の1931年（昭和6年）、第8回 槐樹杜展に出品した「祐天寺風景」が入選、これが伊藤の公募展初入選作品となる。その後も1933年（昭和8年）の「朝の路次」が第10回白日会展白日賞および第14回帝展入選、1936年（昭和11年）「磯人」が文展監査展で選奨（前年までの帝展における特選に相当）となった。

### 戦中から戦後
戦時中は応召に2度応じ、1945年（昭和20年）の終戦により34歳で日本に復員して後は兄に代わり実家吉祥寺の住職代理を務めた。また1947年（昭和22年）には兵庫県立出石高等女学校（現兵庫県立出石高等学校）の図画教員嘱託として教職を務めている。この年、絵画制作を一からやり直す意図で裸婦の制作に取り組みを始め、同年1947年、第3回日展出品作「I夫人像」は特選を受賞し、また翌1948年第4回日展出品作「室内」も続けて特選受賞した。その後も1950年まで4年連続して日展特選を受賞した。

### 後進指導の開始
1953年、後進の画家を指導する目的で「伊藤絵画研究所」を新築・開設した。また1956年には日展審査員に就任し、翌1957年愛知学院大学教授に就任している。
1962年、51歳時にフランスのパリおよびオランダへ渡欧、2か国に滞在し制作を行った。このときパリでパブロ・ピカソの画商であり評論家でもあるダニエル＝ヘンリー・カーンワイラーと知り合いパリ滞在を勧められたものの、伊藤は断って帰国している。このときの渡欧経験で培われた技術は伊藤の画風を変化させ、以後色彩豊かな柔らかい描線、女性の肌の美しさをあらわした裸婦やバラなどを描いた。

### 日本芸術院賞恩賜賞
1976年、66歳で描いた第8回日展出品作「曙光」が日展内閣総理大臣賞および翌1977年の第33回（昭和51年度）日本芸術院賞恩賜賞を受賞した。「曙光」は文化庁が買い上げ、日本芸術院が所蔵した。また同1977年日展理事に就任。

### 白日会会長就任以降
1986年より白日会会長を務める。同年、「巨匠の素顔」と題した伊藤のテレビ番組がフジテレビにて放映された。翌1987年には出生地兵庫県出石町主催による「郷土が生んだ現代洋画壇の重鎮 伊藤清永展」が開催された。
1989年、出石町立伊藤美術館（現豊岡市立美術館「伊藤清永記念館」）が開館、伊藤は出石町名誉町民となった。1991年文化功労者顕彰、同年日展顧問に就任。1996年文化勲章受章、同受章を記念し翌1997年、読売新聞社主催による「鮮麗なる裸婦の輝き 伊藤清永展 文化勲章受章を記念して」が開催された。また1997年には郷里児童を対象とする「伊藤清永賞子ども絵画展」が創設された。
2001年6月5日、長野県軽井沢町のアトリエで制作後に急性心不全により病院に運ばれ、そのまま死去。90歳没。急死により製作途中の「ばら」など作品数点が絶筆となった。

## 作品と受賞歴
| 受賞年 | 作品名         | 賞名                                            |
| ------ | -------------- | ----------------------------------------------- |
| 1931年 | 「祐天寺風景」 | 槐樹杜展入選                                    |
| 1933年 | 「朝の路次」   | 第14回帝展入選 第10回白日会展白日賞             |
| 1936年 | 「磯人」       | 文展監査展特選                                  |
| 1947年 | 「I夫人像」    | 第3回日展特選                                   |
| 1948年 | 「室内」       | 第4回日展特選                                   |
| 1976年 | 「曙光」       | 日展内閣総理大臣賞 日本芸術院賞恩賜賞（1977年） |
| 1989年 | –              | 出石町名誉町民                                  |
| 1991年 | –              | 文化功労者                                      |
| 1996年 | –              | 文化勲章                                        |

## 展覧会、画集
- 『伊藤清永展：佳麗なる女性美』読売新聞社、1981年。国立国会図書館サーチ：R100000001-I40221000110035149。
- 読売新聞大阪本社 編『伊藤清永展：画業60年』読売新聞大阪本社、1988年。国立国会図書館サーチ：R100000001-I40221000110034261。
- 兵庫県立美術館、伊藤清永記念館 著、中日新聞社 編『伊藤清永展：生誕100年』中日新聞社、2011年。国立国会図書館書誌ID:023556527。